# Rocky Dennis (EP)
Rocky Dennis, även kallad Rocky Dennis in Heaven är en EP av Jens Lekman, utgiven under artistnamnet Rocky Dennis. Skivan utgavs på svenska skivbolaget Service och på det kanadensiska skivbolaget Secretly Canadian.

## Låtlista
Alla låtar är skrivna av Jens Lekman.

### Service Records
1. "Rocky Dennis' Farewell Song to the Blind Girl"
2. "Rocky Dennis in Heaven"
3. "Jens Lekman's Farewell Song to Rocky Dennis"

### Secretly Canadian Records
- Released 6 April 2004

1. "Rocky Dennis Farewell Song to the Blind Girl"
2. "Rocky Dennis in Heaven"
3. "Jens Lekman's Farewell Song to Rocky Dennis"
4. "If You Ever Need a Stranger"

### Fotnoter
1. 1 2  ”Rocky Dennis”. Discogs.com. http://www.discogs.com/Jens-Lekman-Rocky-Dennis-EP/release/2187677. Läst 12 april 2012.